# 富士市文化会館ロゼシアター
1. ・ホール内観（客席から見たステージ）
2. ・ホール内観（ステージから見た客席）等

富士市文化会館ロゼシアター（ふじしぶんかかいかんロゼシアター）は、静岡県富士市にあるホール。前身は、吉原市吉原市民文化センター 富士文化センターである。富士市文化会館を付けずに、愛称の「ロゼシアター」単独で呼称されることが多い。

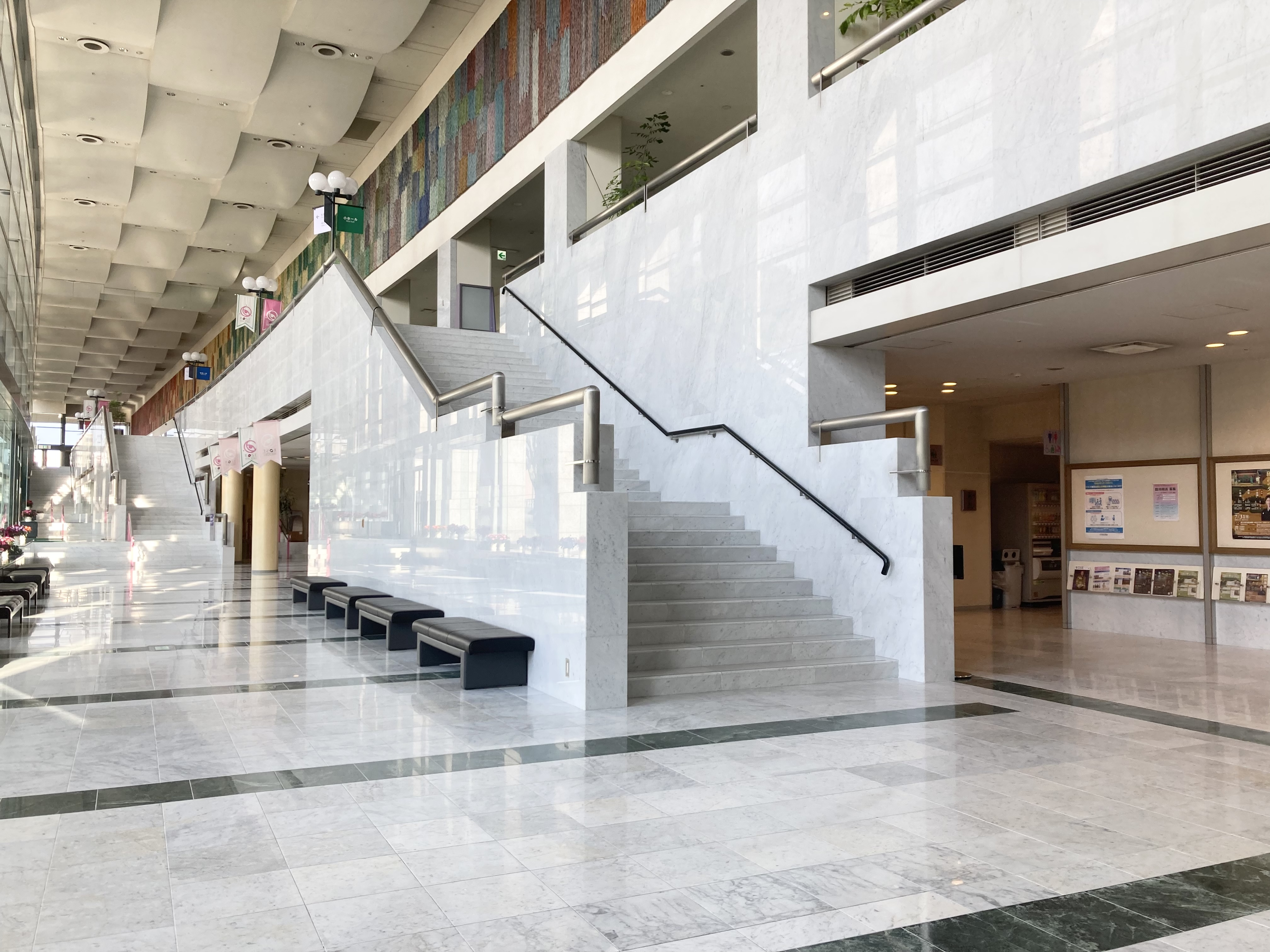
ホワイエ

優良ホール100選に選ばれている。

## 概要
大・中・小の3つのホールのほか、レセプションホール、展示室、 練習室、リハーサル室、会議室、和室、レストラン等を付帯し、隣接地に駐車場を備える。静岡県東部地区でも比較的規模の大きい複合文化施設である。ホールの貸館業務の他、主催公演もあり、国内外のオーケストラ・アーティストが公演を行っている。

大ホール
1,632席（1階席 1,210席、2階席 422席）の、音楽を主体とした多目的ホール。緞帳は、平山郁夫作の原画「流沙浄土変」を元に制作。

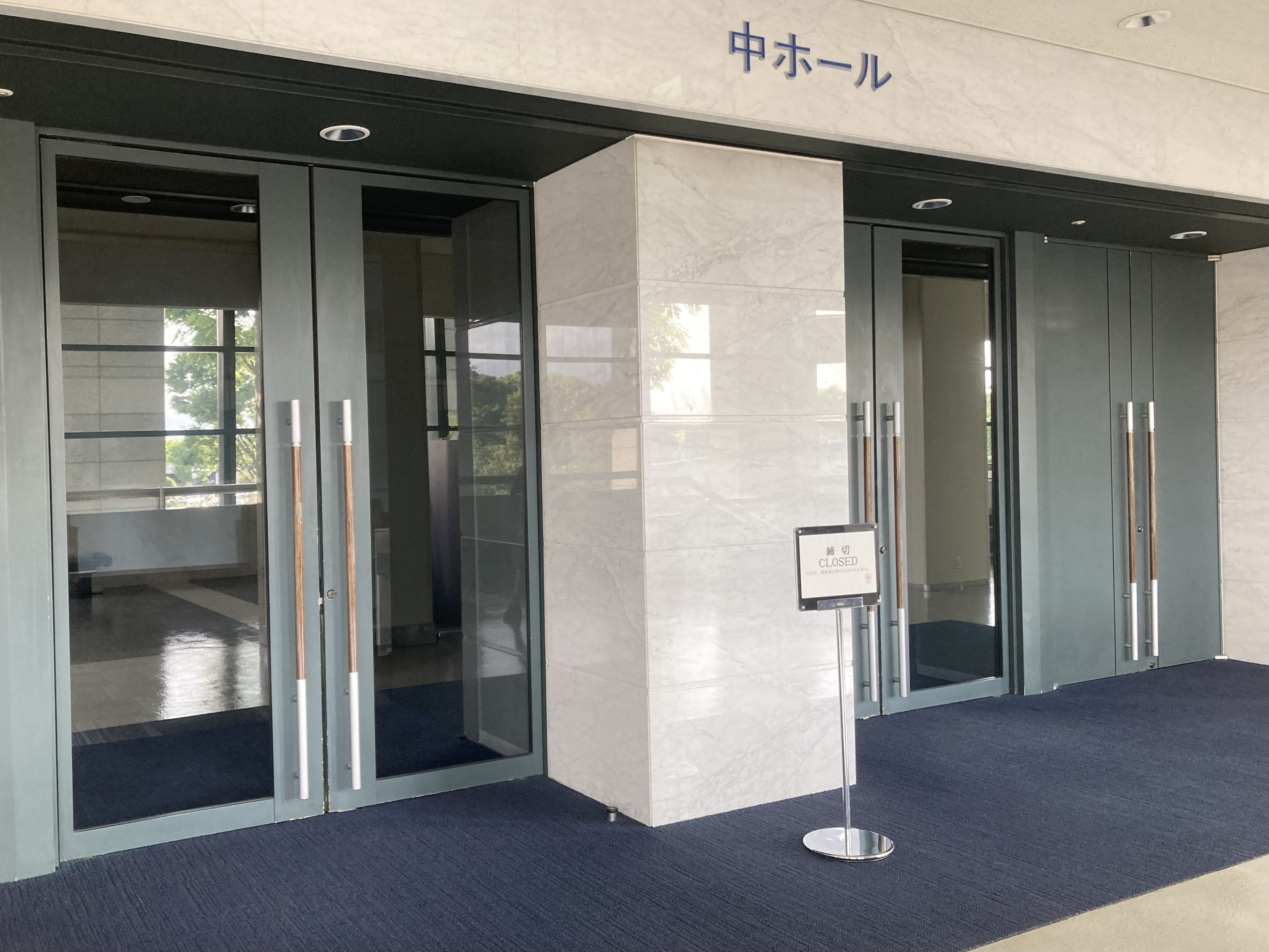
中ホール
700席（1階席 590席、2階席 110席）の、演劇を主体とした多目的ホール。緞帳は、富士市出身の画家野田好子の作品「春夏秋冬」。
小ホール
326席の、市民の自主文化活動を主体とした多目的ホール。

## 沿革
- 1986年（昭和61年）5月 - 富士市役所内で計画が始まる[1]。
- 1989年（平成元年）
  - 3月 - 基本構想まとまる。
  - 8月 - 基本設計まとまる[2]。
- 1990年（平成2年）12月12日 - （仮称）富士市文化会館起工。
- 1992年（平成4年）
  - 4月1日 - 財団法人富士市文化振興財団設立。
  - 7月4日 - 富士市民による愛称公募の結果ロゼシアターに決定。
  - 10月8日 - ロゴマーク決定。
- 1993年（平成5年）
  - 2月8日 - 礎石式を行う。
  - 7月 - 竣工。
  - 9月 - 富士市文化振興財団事務所開設。
  - 10月31日 - 落成記念式・一般公開。
  - 11月1日 - 開館。
- 1994年（平成6年） - 静岡県都市景観賞最優秀賞
- 1998年（平成10年） - 公共建築賞優秀賞
- 2013年（平成25年） - 第71期名人決定戦第2局開催

参考資料

## 設計・音響設計・施工
- 設計 : 石本建築事務所
- 音響設計 : 永田音響設計
- 施工 : 松村・村本・中村・井上建設JV
- 舞台機構設備工事 : 東芝
- 舞台音響設備工事 : ヤマハサウンドテック

## 交通・立地
- JR東海道新幹線新富士駅・JR東海道本線富士駅からバス もしくは タクシー等
- 富士市役所近く
- 東名高速道路富士インターチェンジ利用
- 東京駅から高速バス（かぐや姫エクスプレス）利用
- 羽田空港、横浜駅から高速バス（羽田空港・横浜線）利用

## 記念誌
- 富士市文化会館 ロゼシアター 10周年記念誌「ロゼシアター10年のあゆみ」財団法人富士市文化振興財団・発行 2004